# Chammar
Ne doit pas être confondu avec Chamar.

Drapeau des Chammars

La tribu des Chammar (arabe : شمّر, Šammar) constitue une des plus grandes tribus du Nejd, en Arabie, ayant une population estimée de 4 millions de membres en Irak, en Arabie saoudite (concentrés pour la plupart dans la région de Haïl), au Koweït, en Syrie, en Algérie, ainsi qu'un nombre indéterminé en Jordanie et jusque dans le sud de la Tunisie. À son apogée vers 1850, la tribu contrôlait un territoire allant du centre de l'Arabie jusqu'au nord de l'Irak actuel, l'émirat du Djebel Chammar.

## Origines
Les Chammarites sont divisés en trois branches : les Abdah, les Aslam et les Sinjara. Ils sont issus d'une tribu arabe yéménite, les Dayghamides, elle-même issue des Bani Himyar et des Qahtanides. Les Dayghamides immigrèrent plus vers le nord, en s'installant dans la région du Nejd, plus précisément dans les montagnes d'Aja et Salma. L'apparition du nom Chammar est datée des environs du XIVe siècle. La région prendra plus tard le nom de Djebel Chammar.

## Histoire
Les premiers chefs chammarites sont issus de la branche des 'Abdah (Arar et Omair). Vers 1600, une grande partie de la tribu part s'installer en Irak sous la direction d'Al Jarba. Certains vont même jusqu'à la région de Mossoul. Les Chammar d'Irak sont divisés en deux branches : la branche du nord, appelée Chammar Al-Jarba, et la branche du sud, Chammar Toga, qui s'est convertie au chiisme.
Les Chammar restés en Arabie s'installent dans la région de Hail où ils sont en rivalité avec la tribu Anizza vivant déjà dans la région.
La ville de Hail devint le cœur du Djebel Chammar et sera très largement habitée par les membres de la tribu et par leurs partisans. Deux clans issus de la branche d'Abdah vont se succéder durant le XIXe siècle. Le premier, le clan des El-Ali, sera remplacé par celui des Al Rachid.
Durant le XIXe siècle, les Al Rachid étendent l'Émirat de Haïl, aussi appelé émirat du Djebel Chammar, va prendre aux Al Saoud le contrôle de leur capitale Riyad, qu'Ibn Séoud leur reprendra en 1902 avant d'absorber l'émirat dans la future Arabie saoudite.